# Multiplex 2
Multiplex 2 byl jedním z definitivních multiplexů DVB-T v České republice. Provozovaly ho České Radiokomunikace. V rámci přechodu televizního vysílání na DVB-T2 byla síť postupně nahrazena multiplexem 22. K vypnutí posledního vysílače multiplexu 2 došlo 21. října 2020. 

## Televizní stanice
| Televizní stanice | Logo stanice |
| ----------------- | ------------ |
| TV Nova           |              |
| Nova Cinema       |              |
| Prima             |              |
| Prima Cool        |              |
| TV Barrandov      |              |

## Bývalé televizní stanice
- R1 a RTA

## Regionální varianty
Podle původních plánů měl multiplex 2 obsahovat pouze celoplošně šířené programy, bez regionálních vstupů. Ovšem vzhledem k tomu, že licence Prima TV nařizovala této stanici regionální vstupy i v digitálním vysílání, musel být multiplex upraven pro možnost regionálních vstupů. To s sebou přineslo také nutnost rozdělit některé jednofrekvenční sítě (SFN), pokrývající různé regiony, neboť obsah vysílání všech vysílačů SFN musí být shodný.
Během postupného uvádění vysílačů do provozu může také dojít k situaci, kdy se všichni tři vysílatelé (TV Nova, Prima a Barrandov) nedohodnou na společném termínu spuštění vysílače. V takovém případě může být vysílač spuštěn pouze s obsahem vysílatelů, kteří o to projeví zájem. Příkladem je vysílání multiplexu 2 z libereckého vysílače Ještěd na 52. kanálu, který po předčasném spuštění 1. dubna 2010 obsahoval pouze stanice televize Prima. Stanice televize Nova se připojily 1. července 2010 , TV Barrandov zahájila vysílání v nejzazším termínu - 1. září 2010.

## Technické parametry sítě
Multiplex 2 vysílala do vypnutí s následujícími technickými parametry:
| Standard | ID sítě | Vysílací mód | Modulace datových nosných | Kódový poměr (FEC) | Ochranný interval | Přenosová rychlost |
| -------- | ------- | ------------ | ------------------------- | ------------------ | ----------------- | ------------------ |
| DVB-T    |         | 8K           | 64-QAM                    | 2/3                | 1/4               | 19,9 Mbit/s        |